# Dactylomyinae
Sous-famille
Les Dactylomyinae forment une sous-famille de mammifères rongeurs de la famille des Echimyidae. Les espèces sont localisées en Amérique latine. Cette sous-famille a été décrite pour la première fois en 1935 par le zoologiste américain George Henry Hamilton Tate (1894-1953). 

## Liste des genres
Selon ITIS (30 sept. 2012) et Mammal Species of the World (version 3, 2005)  (30 sept. 2012) :
- Dactylomys I. Geoffroy, 1838
- Kannabateomys Jentink, 1891 - Rat du bambou[3]
- Olallamys Emmons, 1988